# Primera División 1967/1968
Primera División 1967/68 byla nejvyšší španělskou fotbalovou soutěží v sezoně 1967/68. 
Vítězem se stal a do Poháru mistrů evropských zemí 1968/69 se kvalifikoval tým Real Madrid, Veletržní pohár 1968/69 hrály týmy Valencia CF, Real Zaragoza, Atlético Madrid a Athletic Bilbao. Účast v Poháru vítězů pohárů 1968/69 si zajistil vítězství v Copa del Generalísimo tým FC Barcelona. Ligy se zúčastnilo celkem 16 celků, soutěž se hrála způsobem každý s každým doma-venku (celkem tedy 30 kol) systémem podzim-jaro. 

## Tabulka
| Poř. | Tým             | Z  | V  | R  | P  | VG | OG | B  |
| ---- | --------------- | -- | -- | -- | -- | -- | -- | -- |
| 1.   | Real Madrid     | 30 | 16 | 10 | 4  | 55 | 28 | 42 |
| 2.   | FC Barcelona    | 30 | 15 | 9  | 6  | 48 | 29 | 39 |
| 3.   | UD Las Palmas   | 30 | 17 | 4  | 9  | 56 | 41 | 38 |
| 4.   | Valencia CF     | 30 | 13 | 8  | 9  | 52 | 38 | 34 |
| 5.   | Real Zaragoza   | 30 | 13 | 7  | 10 | 43 | 34 | 33 |
| 6.   | Atlético Madrid | 30 | 12 | 9  | 9  | 38 | 32 | 33 |
| 7.   | Athletic Bilbao | 30 | 11 | 10 | 9  | 51 | 28 | 32 |
| 8.   | Pontevedra CF   | 30 | 12 | 7  | 11 | 36 | 42 | 31 |
| 9.   | RCD Espanyol    | 30 | 12 | 5  | 13 | 48 | 44 | 29 |
| 10.  | Málaga CF       | 30 | 9  | 9  | 12 | 29 | 37 | 27 |
| 11.  | Elche CF        | 30 | 11 | 5  | 14 | 30 | 39 | 27 |
| 12.  | CE Sabadell     | 30 | 10 | 6  | 14 | 34 | 51 | 26 |
| 13.  | Córdoba CF      | 30 | 11 | 3  | 16 | 35 | 57 | 25 |
| 14.  | Real Sociedad   | 30 | 9  | 6  | 15 | 38 | 43 | 24 |
| 15.  | Betis Sevilla   | 30 | 8  | 4  | 18 | 30 | 58 | 20 |
| 16.  | Sevilla FC      | 30 | 6  | 8  | 16 | 31 | 56 | 20 |

|  | Pohár mistrů evropských zemí 1968/69 |
|  | Pohár vítězů pohárů 1968/69          |
|  | Veletržní pohár 1968/69              |
|  | Sestup do Segunda División           |